# Vi äter oss till döds
Vi äter oss till döds är ett TV-program på TV 3 i sex avsnitt från 2007 som handlar om fetma och övervikt. Programledare var läkaren Anders Kjellberg, verksam vid Södersjukhuset i Stockholm, som tidigare var känd från livsstilsprogrammet Du är vad du äter.